# Паола Суарес
Пао́ла Суа́рес (ісп. Paola Suárez) — аргентинська професійна тенісистка, що завершила виступи 2007 року. Володарка бронзової медалі Олімпійських ігор в Афінах 2004 року. Переможниця Відкритого чемпіонату Австралії з тенісу 2004 року, Відкритого чемпіонату Франції з тенісу 2001, 2002, 2004, 2005 років, Відкритого чемпіонату США з тенісу 2002, 2003, 2004 років у парному жіночому розряді.
Партнеркою Суарес у всіх перемогах на турнірах Великого шолома була іспанка Вірхінія Руано Паскуаль. Бронзові медалі Афінської олімпіади вона виграла з Патрісією Тарабіні.

## Значні фінали

### Фінали турнірів Великого шолома

#### Пари: 14 (8–6)
| Результат | Рік  | Турнір          | Поверхня | Партнерка               | Супротивниці                           | Рахунок            |
| Поразка   | 2000 | French Open     | Ґрунт    | Вірхінія Руано Паскуаль | Мартіна Хінгіс Марі П'єрс              | 2–6, 4–6           |
| Перемога  | 2001 | French Open     | Ґрунт    | Вірхінія Руано Паскуаль | Єлена Докич Кончита Мартінес           | 6–2, 6–1           |
| Перемога  | 2002 | French Open     | Ґрунт    | Вірхінія Руано Паскуаль | Ліза Реймонд Ренне Стаббс              | 6–4, 6–2           |
| Поразка   | 2002 | Wimbledon       | Трава    | Вірхінія Руано Паскуаль | Серена Вільямс Вінус Вільямс           | 2–6, 5–7           |
| Перемога  | 2002 | US Open         | Хард     | Вірхінія Руано Паскуаль | Олена Дементьєва Жанетта Гусарова      | 6–2, 6–1           |
| Поразка   | 2003 | Australian Open | Хард     | Вірхінія Руано Паскуаль | Серена Вільямс Вінус Вільямс           | 6–4, 4–6, 3–6      |
| Поразка   | 2003 | French Open     | Ґрунт    | Вірхінія Руано Паскуаль | Кім Клейстерс Аї Сугіяма               | 7–6(7–5), 2–6, 7–9 |
| Поразка   | 2003 | Wimbledon       | Трава    | Вірхінія Руано Паскуаль | Кім Клейстерс Аї Сугіяма               | 4–6, 4–6           |
| Перемога  | 2003 | U.S. Open       | Хард     | Вірхінія Руано Паскуаль | Світлана Кузнецова Мартіна Навратілова | 6–2, 6–3           |
| Перемога  | 2004 | Australian Open | Хард     | Вірхінія Руано Паскуаль | Світлана Кузнецова Олена Лиховцева     | 6–4, 6–3           |
| Перемога  | 2004 | French Open     | Ґрунт    | Вірхінія Руано Паскуаль | Світлана Кузнецова Олена Лиховцева     | 6–0, 6–3           |
| Перемога  | 2004 | U.S. Open       | Хард     | Вірхінія Руано Паскуаль | Світлана Кузнецова Олена Лиховцева     | 6–4, 7–5           |
| Перемога  | 2005 | French Open     | Ґрунт    | Вірхінія Руано Паскуаль | Кара Блек Лізель Губер                 | 4–6, 6–3, 6–3      |
| Поразка   | 2006 | Wimbledon       | Трава    | Вірхінія Руано Паскуаль | Янь Цзи Чжен Цзє                       | 3–6, 6–3, 2–6      |

#### Мікст: 2 (0–2)
| Результат | Рік  | Турнір          | Поверхня | Партнер       | Супротивники                            | Рахунок  |
| Поразка   | 2001 | French Open     | Ґрунт    | Хайме Онсінс  | Томас Карбонелл Вірхінія Руано Паскуаль | 5–7, 3–6 |
| Поразка   | 2002 | Australian Open | Хард     | Гастон Ельтіс | Даніела Гантухова Кевін Улльєтт         | 3–6, 2–6 |

### Олімпіади

#### Пари: 1 (1–0)
| Результат | Турнір | Дисципліна    | Поверхня | Партнерка         | Супротивниці             | Рахунок  |
| --------- | ------ | ------------- | -------- | ----------------- | ------------------------ | -------- |
| Бронза    | 2004   | Парний розряд | Хард     | Патрісія Тарабіні | Асагое Сінобу Суґіяма Ай | 6–3, 6–3 |

## Фінали турнірів WTA

### Одиночний розряд: 8 (4 титули, 4 поразки)
| Легенда           |
| ----------------- |
| Tier I            |
| Tier II           |
| Tier III (2/2)    |
| Tier IV & V (2/2) |

| Результат | Ранг | Дата     | Турнір                                          | Покриття | Опонент             | Рахунок            |
| --------- | ---- | -------- | ----------------------------------------------- | -------- | ------------------- | ------------------ |
| Перемога  | 1.   | Лют 1998 | Copa Colsanitas Santander                       | Ґрунт    | Соня Джеясілан      | 6–3, 6–4           |
| Поразка   | 1.   | Тра 1999 | Мадрид                                          | Ґрунт    | Ліндсі Девенпорт    | 6–1, 6–3           |
| Поразка   | 2.   | Лют 2000 | São Paulo                                       | Ґрунт    | Ріта Куті-Кіш       | 4–6, 6–4, 7–5      |
| Поразка   | 3.   | Січ 2001 | Окленд                                          | Тверде   | Мейлен Ту           | 7–6(12–10), 6–2    |
| Перемога  | 2.   | Лют 2001 | Bogotá                                          | Ґрунт    | Ріта Куті-Кіш       | 6–2, 6–4           |
| Поразка   | 4.   | Бер 2002 | Abierto Mexicano TELCEL                         | Ґрунт    | Катарина Среботнік  | 6–7(1–7), 6–4, 6–2 |
| Перемога  | 3.   | Чер 2003 | Відень                                          | Ґрунт    | Кароліна Шпрем      | 7–6(7–0), 2–6, 6–4 |
| Перемога  | 4.   | Січ 2004 | Richard Luton Properties Canberra International | Тверде   | Сільвія Фаріна-Елія | 3–6, 6–4, 7–6(7–5) |

### Парний розряд: 69 (44 титули, 25 поразок)
| Легенда                       |
| ----------------------------- |
| Турніри Великого шолома (8–6) |
| WTA Championships (1–0)       |
| Tier I (9–9)                  |
| Tier II (5–6)                 |
| Tier III (10–2)               |
| Tier IV & V (11–2)            |

| Результат | Ранг | Дата              | Турнір                                 | Покриття   | Партнер                 | Опоненти                                           | Рахунок                 |
| --------- | ---- | ----------------- | -------------------------------------- | ---------- | ----------------------- | -------------------------------------------------- | ----------------------- |
| Перемога  | 1.   | 5 травня 1996     | Bol                                    | Ґрунт      | Лаура Монтальво         | Алексія Дешом-Баллере Александра Фусаї             | 6–7(5–7), 6–3, 6–4      |
| Перемога  | 2.   | 18 січня 1998     | Гобарт                                 | Тверде     | Вірхінія Руано Паскуаль | Жулі Алар-Декюжі Жанетта Гусарова                  | 7–6(8–6), 6–3           |
| Перемога  | 3.   | 22 лютого 1998    | Copa Colsanitas Santander              | Ґрунт      | Жанетта Гусарова        | Мелісса Маззотта Катерина Сисоєва                  | 3–6, 6–2, 6–3           |
| Перемога  | 4.   | 26 квітня 1998    | Будапешт                               | Ґрунт      | Вірхінія Руано Паскуаль | Кетеліна Крістя Лаура Монтальво                    | 4–6, 6–1, 6–1           |
| Перемога  | 5.   | 3 травня 1998     | Bol                                    | Ґрунт      | Лаура Монтальво         | Йоаннетта Крюгер Мір'яна Лучич-Бароні              | w/o                     |
| Перемога  | 6.   | 10 травня 1998    | Рим                                    | Ґрунт      | Вірхінія Руано Паскуаль | Аманда Кетцер Аранча Санчес Вікаріо                | 7–6(7–1), 6–4           |
| Перемога  | 7.   | 12 липня 1998     | Gastein Ladies                         | Ґрунт      | Лаура Монтальво         | Тіна Кріжан Катарина Среботнік                     | 6–1, 6–2                |
| Поразка   | 1.   | 21 лютого 1999    | Copa Colsanitas Santander              | Ґрунт      | Лаура Монтальво         | Хрістіна Пападакі Седа Норландер                   | 6–4, 7–6(7–5)           |
| Перемога  | 8.   | 23 травня 1999    | Madrid                                 | Ґрунт      | Вірхінія Руано Паскуаль | Марія Фернанда Ланда Марлен Вайнгартнер            | 6–2, 0–6, 6–0           |
| Перемога  | 9.   | 18 липня 1999     | Orange Warsaw Open                     | Ґрунт      | Лаура Монтальво         | Гала Леон Гарсія Марія Санчес Лоренсо              | 6–4, 6–3                |
| Перемога  | 10.  | 10 жовтня 1999    | São Paulo                              | Ґрунт      | Лаура Монтальво         | Жанетта Гусарова Флоренсія Лабат                   | 6–7(1–7), 7–5, 7–5      |
| Перемога  | 11.  | 20 лютого 2000    | Copa Colsanitas Santander              | Ґрунт      | Лаура Монтальво         | Ріта Куті-Кіш Петра Мандула                        | 6–4, 6–2                |
| Перемога  | 12.  | 27 лютого 2000    | São Paulo                              | Ґрунт      | Лаура Монтальво         | Жанетта Гусарова Флоренсія Лабат                   | 5–7, 6–4, 6–3           |
| Перемога  | 13.  | 23 квітня 2000    | Гілтон-Гед                             | Ґрунт      | Вірхінія Руано Паскуаль | Кончита Мартінес Патрісія Тарабіні                 | 7–5, 6–3                |
| Поразка   | 2.   | 11 червня 2000    | Відкритий чемпіонат Франції з тенісу   | Ґрунт      | Вірхінія Руано Паскуаль | Мартіна Хінгіс Марі П'єрс                          | 6–2, 6–4                |
| Перемога  | 14.  | 16 липня 2000     | Gastein Ladies                         | Ґрунт      | Лаура Монтальво         | Барбара Шетт Патті Шнідер                          | 7–6(7–5), 6–1           |
| Перемога  | 15.  | 23 липня 2000     | Orange Warsaw Open                     | Ґрунт      | Вірхінія Руано Паскуаль | Оса Свенссон Ріта Гранде                           | 7–5, 6–1                |
| Поразка   | 3.   | 21 серпня 2000    | Нью-Гейвен                             | Тверде     | Вірхінія Руано Паскуаль | Жулі Алар-Декюжі Суґіяма Ай                        | 6–4, 5–7, 6–2           |
| Поразка   | 4.   | 8 жовтня 2000     | Tokyo                                  | Тверде     | Міягі Нана              | Жюлі Алар-Decugis Суґіяма Ай                       | 6–0, 6–2                |
| Поразка   | 5.   | 19 лютого 2001    | Copa Colsanitas Santander              | Ґрунт      | Лаура Монтальво         | Татьяна Гарбін Жанетта Гусарова                    | 6–4, 2–6, 6–4           |
| Поразка   | 6.   | 4 березня 2001    | Abierto Mexicano TELCEL                | Ґрунт      | Вірхінія Руано Паскуаль | Анабель Медіна Гаррігес Марія Хосе Мартінес Санчес | 6–4, 6–7(5–7), 7–5      |
| Поразка   | 7.   | 11 березня 2001   | Індіан-Веллс                           | Тверде     | Вірхінія Руано Паскуаль | Ніколь Арендт Суґіяма Ай                           | 6–4, 6–4                |
| Поразка   | 8.   | 22 квітня 2001    | Чарлстон                               | Ґрунт      | Вірхінія Руано Паскуаль | Ліза Реймонд Ренне Стаббс                          | 5–7, 7–6(7–5), 6–3      |
| Поразка   | 9.   | 20 травня 2001    | Рим                                    | Ґрунт      | Патрісія Тарабіні       | Кара Блек Олена Лиховцева                          | 6–1, 6–1                |
| Перемога  | 16.  | 26 травня 2001    | Madrid                                 | Ґрунт      | Вірхінія Руано Паскуаль | Ліза Реймонд Ренне Стаббс                          | 7–5, 2–6, 7–6(7–4)      |
| Перемога  | 17.  | 10 червня 2001    | Відкритий чемпіонат Франції з тенісу   | Ґрунт      | Вірхінія Руано Паскуаль | Єлена Докич Кончіта Мартінес                       | 6–2, 6–1                |
| Перемога  | 18.  | 15 липня 2001     | Відень                                 | Ґрунт      | Патрісія Тарабіні       | Ванесса Генке Ленка Немечкова                      | 6–4, 6–2                |
| Перемога  | 19.  | 24 лютого 2002    | Copa Colsanitas Santander              | Ґрунт      | Вірхінія Руано Паскуаль | Тіна Кріжан Катарина Среботнік                     | 6–2, 6–1                |
| Перемога  | 20.  | 3 березня 2002    | Abierto Mexicano TELCEL                | Ґрунт      | Вірхінія Руано Паскуаль | Тіна Кріжан Катарина Среботнік                     | 7–5, 6–1                |
| Поразка   | 10.  | 1 квітня 2002     | Відкритий чемпіонат Маямі з тенісу     | Тверде     | Вірхінія Руано Паскуаль | Ліза Реймонд Ренне Стаббс                          | 7–6(7–4), 6–7(4–7), 6–3 |
| Перемога  | 21.  | 19 травня 2002    | Рим                                    | Ґрунт      | Вірхінія Руано Паскуаль | Кончіта Мартінес Патрісія Тарабіні                 | 6–3, 6–4                |
| Перемога  | 22.  | 9 червня 2002     | Відкритий чемпіонат Франції з тенісу   | Ґрунт      | Вірхінія Руано Паскуаль | Ліза Реймонд Ренне Стаббс                          | 6–4, 6–2                |
| Поразка   | 11.  | 24 червня 2002    | Вімблдонський турнір                   | Трава      | Вірхінія Руано Паскуаль | Серена Вільямс Вінус Вільямс                       | 6–2, 7–5                |
| Перемога  | 23.  | 18 серпня 2002    | Монреаль                               | Тверде     | Вірхінія Руано Паскуаль | Фудзівара Ріка Суґіяма Ай                          | 6–4, 7–6(7–4)           |
| Перемога  | 24.  | 8 вересня 2002    | Відкритий чемпіонат США з тенісу       | Тверде     | Вірхінія Руано Паскуаль | Олена Дементьєва Жанетта Гусарова                  | 6–2, 6–1                |
| Перемога  | 25.  | 14 вересня 2002   | Bahia                                  | Тверде     | Вірхінія Руано Паскуаль | Емілі Луа Россана де лос Ріос                      | 6–4, 6–1                |
| Поразка   | 12.  | 24 вересня 2002   | Лейпціг                                | Килим      | Жанетта Гусарова        | Александра Стівенсон Серена Вільямс                | 6–3, 7–5                |
| Поразка   | 13.  | 13 жовтня 2002    | Фільдерштадт                           | Тверде (i) | Меган Шонессі           | Ліндсі Девенпорт Ліза Реймонд                      | 6–2, 6–4                |
| Поразка   | 14.  | 13 січня 2003     | Відкритий чемпіонат Австралії з тенісу | Тверде     | Вірхінія Руано Паскуаль | Серена Вільямс Вінус Вільямс                       | 4–6, 6–4, 6–3           |
| Перемога  | 26.  | 13 квітня 2003    | Чарлстон                               | Ґрунт      | Вірхінія Руано Паскуаль | Жанетта Гусарова Кончіта Мартінес                  | 6–0, 6–3                |
| Поразка   | 15.  | 20 квітня 2003    | Амелія-Айланд                          | Ґрунт      | Вірхінія Руано Паскуаль | Ліндсі Девенпорт Ліза Реймонд                      | 7–5, 6–2                |
| Перемога  | 27.  | 11 травня 2003    | Берлін                                 | Ґрунт      | Вірхінія Руано Паскуаль | Кім Клейстерс Суґіяма Ай                           | 6–3, 4–6, 6–4           |
| Поразка   | 16.  | 8 червня 2003     | Відкритий чемпіонат Франції з тенісу   | Ґрунт      | Вірхінія Руано Паскуаль | Кім Клейстерс Суґіяма Ай                           | 6–7(5–7), 6–2, 9–7      |
| Поразка   | 17.  | 6 липня 2003      | Вімблдонський турнір                   | Трава      | Вірхінія Руано Паскуаль | Кім Клейстерс Суґіяма Ай                           | 6–4, 6–4                |
| Перемога  | 28.  | 23 серпня 2003    | Нью-Гейвен                             | Тверде     | Вірхінія Руано Паскуаль | Алісія Молік Магі Серна                            | 7–6(8–6), 6–3           |
| Перемога  | 29.  | 7 вересня 2003    | Відкритий чемпіонат США з тенісу       | Тверде     | Вірхінія Руано Паскуаль | Світлана Кузнецова Мартіна Навратілова             | 6–2, 6–3                |
| Поразка   | 18.  | 19 жовтня 2003    | Цюрих                                  | Тверде (i) | Вірхінія Руано Паскуаль | Кім Клейстерс Суґіяма Ай                           | 7–6(7–3), 6–2           |
| Перемога  | 30.  | 10 листопада 2003 | Лос-Анджелес                           | Тверде (i) | Вірхінія Руано Паскуаль | Кім Клейстерс Суґіяма Ай                           | 6–4, 3–6, 6–3           |
| Поразка   | 19.  | 5 січня 2004      | Окленд                                 | Тверде     | Вірхінія Руано Паскуаль | Мервана Югич-Салкич Єлена Костанич-Тошич           | 7–6(8–6), 3–6, 6–1      |
| Перемога  | 31.  | 1 лютого 2004     | Відкритий чемпіонат Австралії з тенісу | Тверде     | Вірхінія Руано Паскуаль | Світлана Кузнецова Олена Лиховцева                 | 6–4, 6–3                |
| Перемога  | 32.  | 21 березня 2004   | Індіан-Веллс                           | Тверде     | Вірхінія Руано Паскуаль | Світлана Кузнецова Олена Лиховцева                 | 6–1, 6–2                |
| Перемога  | 33.  | 18 квітня 2004    | Чарлстон                               | Ґрунт      | Вірхінія Руано Паскуаль | Мартіна Навратілова Ліза Реймонд                   | 6–4, 6–1                |
| Поразка   | 20.  | 10 травня 2004    | Рим                                    | Ґрунт      | Вірхінія Руано Паскуаль | Надія Петрова Меган Шонессі                        | 2–6, 6–3, 6–3           |
| Перемога  | 34.  | 3 червня 2004     | Відкритий чемпіонат Франції з тенісу   | Ґрунт      | Вірхінія Руано Паскуаль | Світлана Кузнецова Олена Лиховцева                 | 6–0, 6–3                |
| Поразка   | 21.  | 26 липня 2004     | Сан-Дієго                              | Тверде     | Вірхінія Руано Паскуаль | Кара Блек Ренне Стаббс                             | 4–6, 6–1, 6–4           |
| Перемога  | 35.  | 11 вересня 2004   | Відкритий чемпіонат США з тенісу       | Тверде     | Вірхінія Руано Паскуаль | Світлана Кузнецова Мартіна Навратілова             | 6–4, 7–5                |
| Поразка   | 22.  | 17 жовтня 2004    | Москва                                 | Килим      | Вірхінія Руано Паскуаль | Анастасія Мискіна Віра Звонарьова                  | 6–3, 4–6, 6–2           |
| Поразка   | 23.  | 24 жовтня 2004    | Цюрих                                  | Тверде (i) | Вірхінія Руано Паскуаль | Кара Блек Ренне Стаббс                             | 6–4, 6–4                |
| Перемога  | 36.  | 31 жовтня 2004    | BGL Luxembourg Open                    | Тверде (i) | Вірхінія Руано Паскуаль | Джилл Крейбас Марлен Вайнгартнер                   | 6–1, 6–7(1–7), 6–3      |
| Перемога  | 37.  | 5 березня 2005    | Dubai Tennis Championships             | Тверде     | Вірхінія Руано Паскуаль | Світлана Кузнецова Алісія Молік                    | 6–7(7–9), 6–2, 6–1      |
| Перемога  | 38.  | 19 березня 2005   | Індіан-Веллс                           | Тверде     | Вірхінія Руано Паскуаль | Надія Петрова Меган Шонессі                        | 7–6(7–3), 6–1           |
| Перемога  | 39.  | 4 червня 2005     | Відкритий чемпіонат Франції з тенісу   | Ґрунт      | Вірхінія Руано Паскуаль | Кара Блек Лізель Губер                             | 4–6, 6–3, 6–3           |
| Поразка   | 24.  | 17 січня 2006     | Сідней                                 | Тверде     | Вірхінія Руано Паскуаль | Коріна Мораріу Ренне Стаббс                        | 6–3, 5–7, 6–2           |
| Поразка   | 25.  | 8 липня 2006      | Вімблдонський турнір                   | Трава      | Вірхінія Руано Паскуаль | Чжен Цзє Янь Цзи                                   | 6–3, 3–6, 6–2           |
| Перемога  | 40.  | 13 серпня 2006    | Лос-Анджелес                           | Тверде     | Вірхінія Руано Паскуаль | Даніела Гантухова Суґіяма Ай                       | 6–3, 6–4                |
| Перемога  | 41.  | 24 вересня 2006   | Пекін                                  | Тверде     | Вірхінія Руано Паскуаль | Анна Чакветадзе Олена Весніна                      | 6–2, 6–4                |
| Перемога  | 42.  | 1 жовтня 2006     | Сеул                                   | Тверде     | Вірхінія Руано Паскуаль | Чжуан Цзяжун Маріана Діас-Оліва                    | 6–2, 6–3                |
| Перемога  | 43.  | 6 січня 2007      | Окленд                                 | Тверде     | Жанетта Гусарова        | Сє Шувей Шіха Уберой                               | 6–0, 6–2                |
| Перемога  | 44.  | 25 лютого 2007    | Copa Colsanitas Santander              | Ґрунт      | Лурдес Домінгес Ліно    | Флавія Пеннетта Роберта Вінчі                      | 1–6, 6–3, [11–9]        |